# ZB ABeh 150
Der ABeh 150 ist ein Gelenktriebwagen der Zentralbahn für Adhäsions- und Zahnradstrecken. Er wurde von Stadler Rail entwickelt und gebaut und auch als Adler (Alpiner dynamischer leichter eleganter Reisezug) bezeichnet.

## Geschichte
Die Züge wurden 2009 bestellt. Bestimmt sind sie für den Interregio-Verkehr zwischen Luzern und Interlaken. Sie sind die bisher längsten von Stadler gebauten Meterspurfahrzeuge. Seit 2012 kommen sie zum Einsatz und ersetzen bis 2013 nach und nach die bisherigen lokgeführten Züge.

## Konstruktive Merkmale

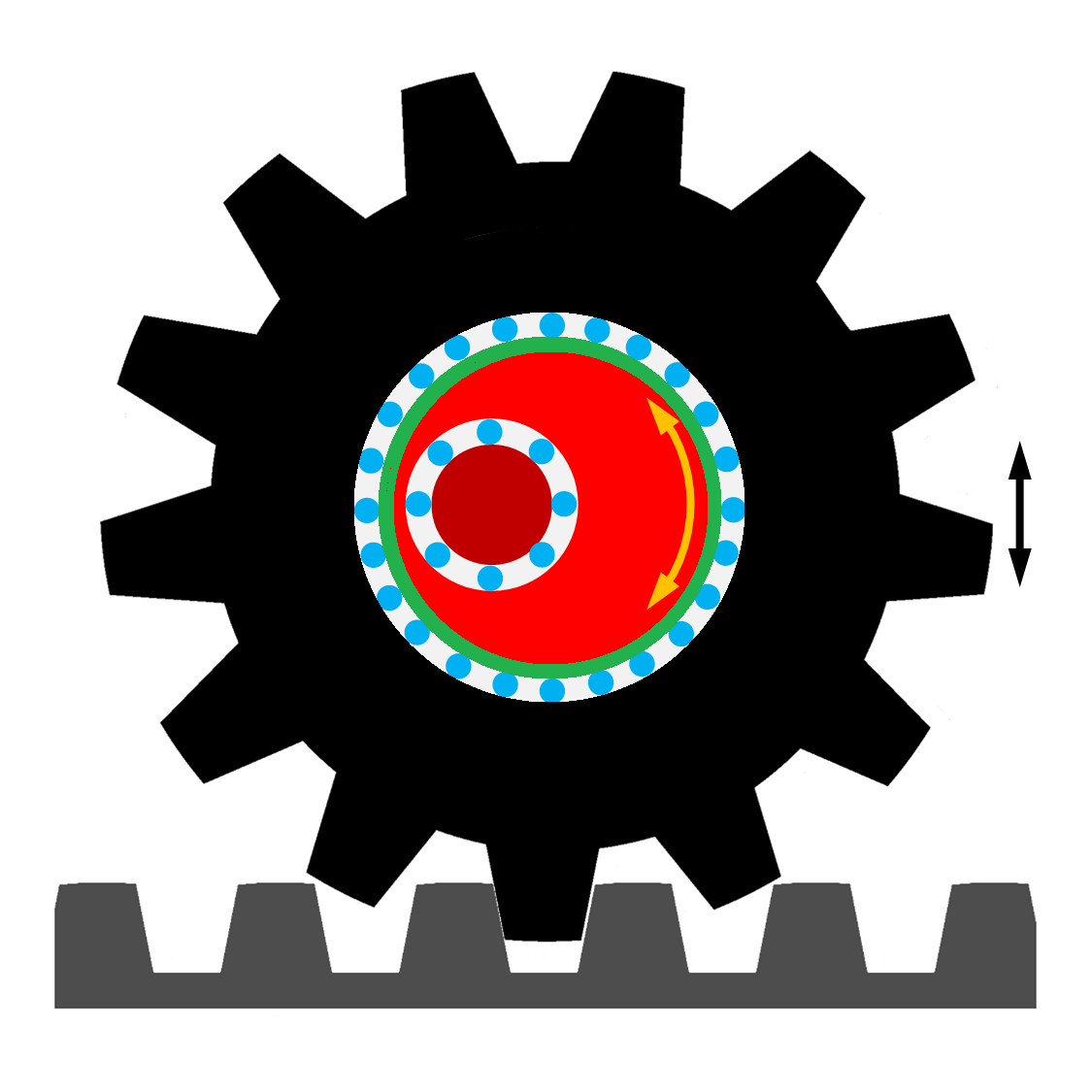
Zahnradantrieb mit exzentrischer Höhenverstellung mit Radsatzwelle (dunkelrot), Hohlwelle (rot), Lager (blau) und Trieb-/Bremszahnrad (schwarz)

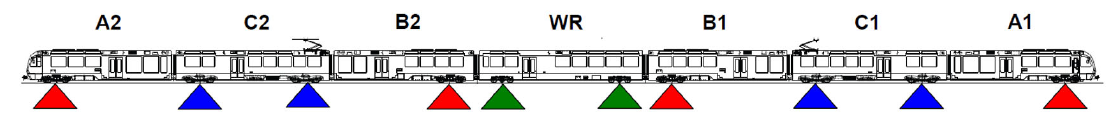
Ein siebenteiliger Adler-Triebzug ABeh 150 verfügt über vier Adhäsionstriebdrehgestelle, vier Zahnradtriebdrehgestelle und zwei Laufdrehgestelle mit Bremszahnrad.
• Rot: Adhäsionstriebdrehgestell (2 Triebachsen pro Drehgestell)
• Blau: Zahnradtriebdrehgestell (2 Laufachsen, ein Triebzahnrad und ein Bremszahnrad pro Drehgestell)
• Grün: Laufdrehgestell (2 Laufachsen und ein Bremszahnrad pro Drehgestell)

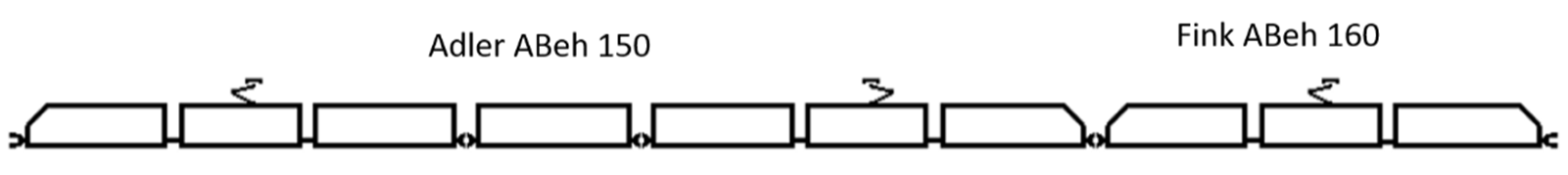
Bei grosser Verkehrsnachfrage werden die Adler-Züge mit dreiteiligen Fink ABeh 160 verstärkt.

Die Züge bestehen aus zwei dreiteiligen Halbzügen, die auch alleine fahren können, und einem in der Mitte eingereihten antriebslosen Bistrowagen. Sie sind mit den dreiteiligen ZB ABeh 160/161 kuppel- und vielfachsteuerbar. Vier von sieben Einstiegen pro Seite sind im Niederflurbereich angelegt. Die Wagen sind klimatisiert. Sie verfügen über grosse Panoramafenster und es gibt Fahrrad- und Skihalter.
Adhäsions- und Zahnradantrieb sind mechanisch vollständig voneinander getrennt, damit kann kein Schlupf auftreten. Die Drehgestelle an den Enden eines Halbzuges sind die Adhäsionstriebdrehgestelle. Sie laufen auf den Zahnstangenabschnitten mit und erbringen dort etwa ein Drittel der Antriebsleistung. Die Zahnradtriebdrehgestelle unter dem Mittelteil sind mit zwei Laufachsen ausgeführt. Die jeweils innere trägt den Zahnradantrieb.

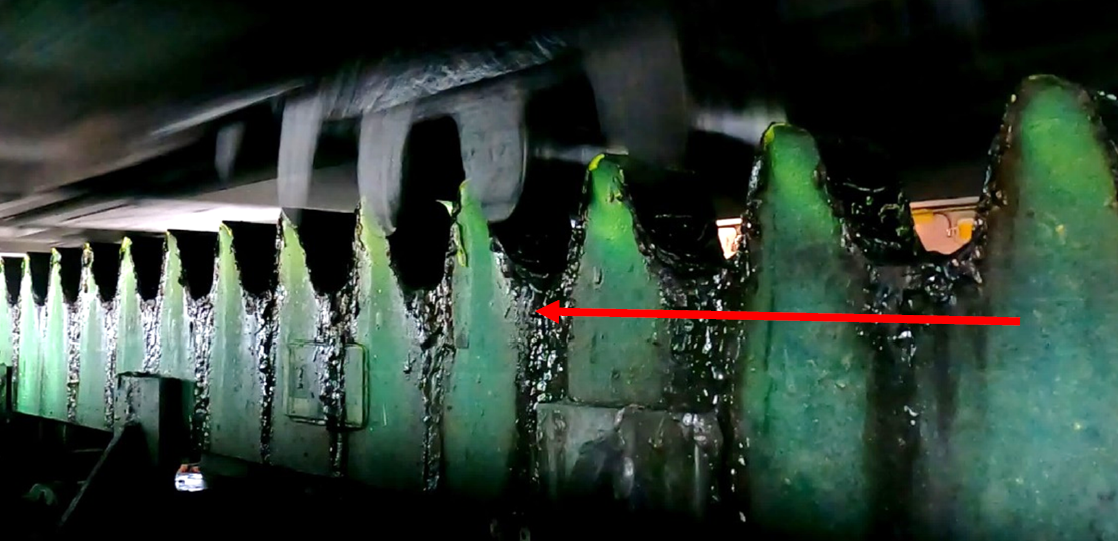
Am 6. März 2021 kam es während der Talfahrt eines ABeh 160 vom Brünig-Hasliberg nach Giswil zu einem Zahnradbruch während der Talfahrt. Ein von der Schweizerischen Sicherheitsuntersuchungsstelle (SUST) aufgezeichnete Video zeigt ein auffällig grosses Spiel zwischen dem Zahnkopf des Zahnrades und dem Zahngrund der Zahnstange. Die gefundenen Schäden an der Zahnstange zeigten, dass wegen der geringen Verzahnungstiefe der Adler- und Finkzüge Kopftreffer (Zahn-auf-Zahn-Lauf) entstanden sind. Bei den Triebzügen wurde eine Software-Änderung vorgenommen und die Geschwindigkeit bei der Fahrt aus den Zahnstangenabschnitten temporär von 30 auf 20 km/h reduziert.
Der rote Pfeil zeigt die Fahrrichtung.

Bei den ABeh 150 kommt ein neu entwickelter Zahnradantrieb mit exzentrischer Höhenverstellung zum Einsatz, der konstruktiv einem üblichen Zahnradantrieb mit Tatzlagerung entspricht, wie er von reinen Zahnradbahnen bekannt ist. Die Trieb- beziehungsweise Bremszahnräder stützen sich nicht direkt auf der Radsatzwelle ab, sondern auf einer zusätzlich eingefügten Hohlwelle, die mit der Radsatzwelle über Exzenterscheiben verbunden sind. Durch Drehen an den Exzenterscheiben lässt sich der Zahneingriff auf einfache Weise dem Radverschleiss entsprechend in sieben Stufen von je 5 mm anpassen, wodurch ein Radverschleiss von 35 statt 12 mm möglich ist.
Die Wagen der ersten Klasse befinden sich an beiden Enden des Zuges. In der Zugmitte ist ein Speisewagen (ohne Antrieb) eingereiht, der, wenn nicht bewirtschaftet, auch als weiterer Sitzwagen zweiter Klasse dient.
Die Wagenkästen und der Adhäsionsantrieb der ABeh 150 und ABeh 160 dienten als Vorbild für die Westschweizer Meterspurzüge von Stadler. Auch bei der Konstruktion der ABDeh 8/8 der Berner Oberland-Bahnen wurde die Kastenstruktur und zahlreiche weitere Komponenten von Adler und Fink übernommen.

## Nachbauserie
Als Ersatz für die Pendelzüge auf der Linie nach Engelberg hat die Zentralbahn im Dezember 2019 zwei weitere Fahrzeuge bestellt. Sie sollen ab Ende 2026 abgeliefert werden und erhalten die Bezeichnung ABeh 151 011–012. Im Vergleich zu den ABeh 150 werden sie keinen Bistrowagen erhalten, sondern einen flexibel nutzbaren Multifunktionswagen in der Mitte der Komposition.

## Taufnamen
Aufgelistet sind nur die getauften Fahrzeuge.
| ABeh 150       | ABeh 150 |
| Betriebsnummer | Taufname |
| -------------- | -------- |
| 150 001        | Bern     |
| 150 003        | Luzern   |